# Айдин Їлмаз
Айдин Їлмаз (тур. Aydın Yılmaz, нар. 29 січня 1988, Стамбул) — турецький футболіст, півзахисник клубу «Касимпаша».
Вихованець «Галатасарая», за який провів понад сто матчів. Також зіграв одну гру за національну збірну Туреччини.

## Клубна кар'єра
Народився 29 січня 1988 року в місті Стамбул. Вихованець футбольної школи клубу «Галатасарай». У сезоні 2004/05 він виграв з молодіжною командою чемпіонство молодіжної ліги Туреччини. У сезоні 2005/06 Їлмаз дебютував за основну команду. Дебют відбувся 22 січня 2006 року в матчі проти «Коньяспора», де Айдин на 84 хвилині вийшов на поле замість Хасана Шаша, і на 90 хвилині забив свій перший гол за «Галатасарай», який виявився переможним (1:0). Всього до кінця сезону молодий півзахисник взяв участь у 12 матчах і допоміг команді стати чемпіоном Туреччини.

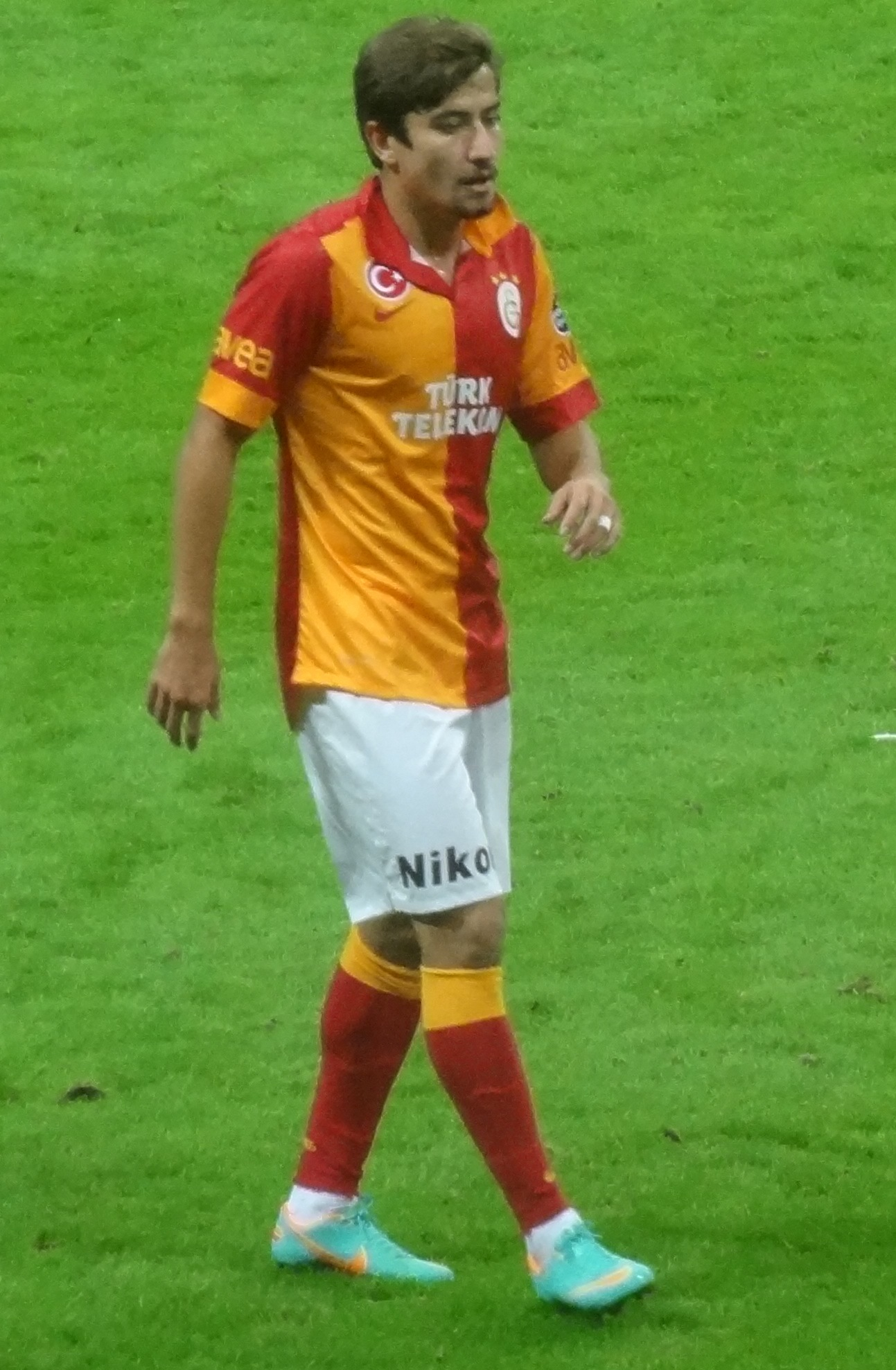
Айдин Їлмаз під час виступів за «Галатасарай». 23 вересня 2012 року.

В сезоні 2006/07 гравця мучили травми і він ніяк не міг закріпитися в складі, зігравши лише у 3 матчах чемпіонату, через що в 2007 році його відправили в оренду в «Манісаспор», де знову через травми він так і не з'явився жодного разу на полі. У другій половині сезону 2007/08 Їлмаз був відданий в оренду стамбульському клубу «Істанбул ББ», відігравши за який всього 7 матчів, він повернувся назад в «Галатасарай».
В подальшому Айдин знову грав за «Галатасарай» нерегулярно, зігравши до кінця 2009 року лише 26 матчів в чемпіонаті і забив 1 м'яч. Після цього гравця було знову віддано до кінця сезону в оренду в «Ескішехірспор».
Після повернення Їлмаз з «Галатасараєм» ще тричі ставав чемпіоном Туреччини, а також по два рази вигравав національний кубок і суперкубок, проте основним гравцем так і не став.
Влітку 2015 року підписав контракт з «Касимпашою». Відтоді встиг відіграти за стамбульську команду 2 матчі в національному чемпіонаті.

## Виступи за збірні
2003 року дебютував у складі юнацької збірної Туреччини. У складі збірної до 17 років став чемпіоном юнацького Євро-2005, на якому зіграв у трьох матчах. Золото турніру кваліфікувало команду на юнацький чемпіонат світу 2005 року у Перу, де турки зайняли четверте місце, а Айдин відіграв у всіх шести матчах, тричі з'явившись в стартовому складі. Всього взяв участь у 55 іграх на юнацькому рівні, відзначившись 8 забитими голами.
Протягом 2008–2009 років залучався до складу молодіжної збірної Туреччини. На молодіжному рівні зіграв у 10 офіційних матчах, забив 3 голи.
11 жовтня 2008 року вперше отримав иклик у національну збірну на відбірковий матч ЧС-2010 проти збірної Боснії та Герцеговини. Туреччина виграла 2-1, але футболіст так і не вийшов на поле.
Лише 16 жовтня 2012 року Їлмаз дебютував в офіційних матчах у складі національної збірної Туреччини вже у кваліфікації на ЧС-2014 проти збірної Угорщини (1:3), замінивши на 46 хвилині Туная Торуна. Наразі цей матч залишається єдиним для футболіста у формі головної команди країни.

## Досягнення
- «Галатасарай»
  - Переможець Молодіжного Чемпіонату Туреччини: 2004/05
  - Переможець Турецької Суперліги: 2007–08, 2011–12, 2012–13, 2014–15
  - Володар Кубка Туреччини: 2013–14, 2014–15
  - Володар Суперкубка Туреччини: 2008, 2012, 2013

- Збірна Туреччини
  - Чемпіон Європи (U-17): 2005
  - Півфіналіст чемпіонату світу U-17: 2005